# Число Стралера — Философова

Диаграмма порядка потоков Стралера

Число Стралера, число Хортона — Стралера или число Стралера — Философова математического дерева — это численная мера сложности ветвления.
Понятие этих чисел впервые было введено в гидрологии Робертом Хортоном (англ.) в 1945 году. Независимо друг от друга, Стралер и Философов предложили использовать дихотомическое деление рек на порядки (как предложил Хортон), но ими не принята процедура перекодировки русел для выявления системы главных рек. В этом приложении числа называются порядком потоков Стралера и используются для определения размера потока, основываясь на иерархии притоков. Числа появляются также при анализе L-систем и в иерархических биологических структурах, таких как (биологические) деревья и дыхательные и кровеносные системы, в распределении регистров при компиляции высокоуровневых языков программирования и в анализе социальных сетей. Альтернативную систему порядка потоков разработали Шрив и группа Ходжкинсона. Статистическое сравнение систем Стралера и Шрива вместе с анализом длин потоков дал Смарт.

## Определение
Все деревья в контексте статьи являются ориентированными графами, направленными от корня к листьям. Другими словами, они являются ориентированными деревьями. Степень узла в дереве — это просто число потомков узла. Можно назначить числа Стралера всем узлам дерева снизу вверх следующим образом:
- Если узел является листом (не имеет потомков), его число Стралера равно единице.
- Если узел имеет одного потомка с числом Стралера i, а все остальные потомки имеют число Стралера, меньшее i, то число Стралера узла снова равно i.
- Если узел имеет два или больше потомков с числом Стралера i и не имеет потомков с бо́льшим числом, то число Стралера узла равно i + 1.

Число Стралера дерева равно числу Стралера его корневого узла.
Алгоритмически эти числа можно назначить путём осуществления поиска в глубину и назначения каждому узлу числа Стралера в обратном порядке.
Те же самые числа могут быть сгенерированы путём подрезки, в процессе которого дерево упрощается в результате последовательности этапов. На каждом этапе удаляются все висячие узлы и все пути со степенью единица, ведущих к листьям — число Стралера узла равно номеру этапа, на котором узел удаляется, а число Стралера дерева равно числу этапов, требующихся для удаления всех узлов. Другое эквивалентное определение Стралера дерева — это высота наибольшего полного двоичного дерева, которое может быть гомеоморфно вложено в данное дерево. Число Стралера узла в дереве аналогично высоте наибольшего полного дерева, которое можно вложить ниже этого узла.
Любой узел с числом Стралера i должен иметь по меньшей мере два наследника с числом Стралера i − 1, по меньшей мере четыре наследника с числом Стралера i − 2, и т. д. и по меньшей мере 2i − 1 листовых наследников. Таким образом, в дереве с n узлами наибольшее значение числа Стралера равно log2 n + 1. Однако, если дерево не образует полное бинарное дерево, его число Стралера будет меньше этой величины. В двоичном дереве с n узлами, выбранном случайно из всех возможных бинарных деревьев с равномерной вероятностью, ожидаемый индекс корня с большой вероятностью очень близок к log4 n.

## Приложения

### Речная сеть
В приложении порядков потоков Стралера в гидрологии каждый сегмент потока или реки трактуется как узел в дереве. Когда два потока первого порядка сливаются, они образуют поток второго порядка. Когда сливаются потоки второго порядка, они образуют поток третьего порядка. Когда потоки меньшего порядка вливаются в поток с большим порядком, порядки потоков не меняются. Таким образом, если поток первого порядка вливается в поток второго порядка, второй поток остаётся потоком второго порядка. Но если поток второго порядка вливается в поток того же порядка, второй становится потоком третьего порядка. Так, для математических деревьев сегмент с индексом i должен иметь по меньшей мере 2i − 1 различных источников порядка 1. Шрив заметил, что законы Хортона и Стралера следует ожидать в любом топологически случайном распределении. Последующие исследования связей подтвердили эти аргументы, установив, что нельзя объяснить структуру или источники потоков.
Водный поток должен быть (как гидрологическое явление) либо пересыхающим, либо не пересыхающим. Пересыхающие (или «перемежающиеся») потоки имеют воду в русле лишь часть года. Индекс потока может иметь значение от 1 (поток без притоков) до 12 (наиболее мощные реки, такие как Амазонка в устье). Огайо имеет порядок 8, а Миссисипи имеет порядок 10. По оценкам около 80 % потоков планеты имеют порядок от единицы до трёх
Если отношение бифуркации водных потоков малы, то имеется высокий шанс наводнения, поскольку вода будет собираться в один канал, а не рассредотачиваться, как в случае высокого отношения бифуркации. Отношение бифуркации может также показать, какие части речного бассейна более опасны (с точки зрения возможности наводнения). Большинство рек Британии имеют отношения бифуркации между 3 и 5.

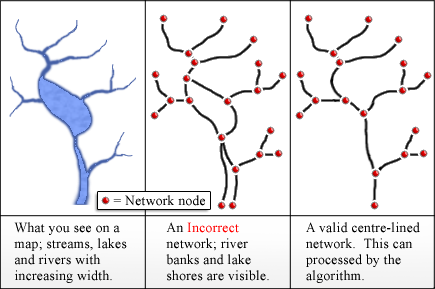
Сравнение неправильного и правильного сведения водной системы в древовидную сеть

Глейзер, Денисюк, Риммер и Салингар описали, каким образом вычислить значение порядка потока Стралера в GIS. Этот алгоритм имплементирован в системе RivEX, инструментальной системе ArcGIS 10.2.1 компании ESRI. Входом в их алгоритм служит сеть центральных линий водных потоков, представленная дугами (или рёбрами), связывающими узлы. Границы озёр и берега рек не следует использовать в качестве дуг, поскольку, в общем случае, они образуют сеть с неправильной топологией.

### Другие иерархические системы
Нумерацию Стралера можно применить к статистическому анализу любой иерархической системы, не только рек.
- Аренас, Данон, Диаз-Гилера и Глейзер[15] описывают применение индекса Хортона — Стралера для анализа социальных сетей.
- Эренфойхт, Розенберг и Вермьер[16] применили вариант нумерации Стралера (начиная нумерацию для листьев с нуля, а не с единицы), который они назвали рангом дерева, для анализа L-систем.
- Нумерация Стралера применяется также в биологических иерархиях, таких как структура ветвления деревьев[17], дыхательных и кровеносных систем животных[18].

### Распределение регистров
При трансляции высокоуровневых языков программирования в язык ассемблера минимальное число регистров, требуемых для выполнения дерева выражения, в точности равно его числу Стралера. В этом контексте число Стралера может называться числом регистров.
Для деревьев выражений, требующих больше регистров, чем доступно, может быть использован алгоритм Сети — Ульмана, чтобы преобразовать дерево выражения в последовательность машинных инструкций, которая использует регистры настолько эффективно, насколько это возможно, минимизируя число промежуточных записей регистров в основную память и общее число инструкций в откомпилированном коде.

## Связанные параметры

### Отношение бифуркации
Связаны с числами Стралера для деревьев отношения бифуркации, описывающие близость дерева к сбалансированному дереву. Для каждого порядка i в иерархии i-ое отношения бифуркации равно
{\displaystyle {\frac {n_{i}}{n_{i+1}}}},
где ni означает число узлов порядка i.
В качестве отношения бифуркации всей иерархии можно взять среднее отношений бифуркации. В полном бинарном дереве отношение бифуркации будет равно 2, но другие деревья будут иметь меньшее значение отношения бифуркации. Отношение бифуркации — величина безразмерная.

### Путевая ширина
Путевая ширина произвольного неориентированного графа G может быть определена как наименьшее число w, такое, что существует интервальный граф H, содержащий G в качестве подграфа, такой, что наибольшая клика графа H имеет w + 1 вершин. Для деревьев (рассматриваемых как неориентированные графы путём игнорирования ориентации и корня) путевая ширина может отличаться от числа Стралера, но с ним тесно связана — в дереве с путевой шириной w и числом Стралера s эти две величины связаны неравенством
w ≤ s ≤ 2w + 2.
Возможность работы с графами, имеющими цикл, а не только с деревьями, дают путевой ширине дополнительную гибкость по сравнению с числом Стралера.
Однако, в отличие от числа Стралера, путевая ширина определена только для всего графа, а не для каждого узла в графе.